# Architectonica placentalis
Architectonica placentalis är en snäckart som först beskrevs av Hinds 1844.  Architectonica placentalis ingår i släktet Architectonica och familjen Architectonicidae. Inga underarter finns listade i Catalogue of Life.